# Colutea delavayi
Colutea delavayi är en ärtväxtart som beskrevs av Adrien René Franchet. Colutea delavayi ingår i släktet blåsärter, och familjen ärtväxter. Inga underarter finns listade i Catalogue of Life.